# سيرابيون الصغير

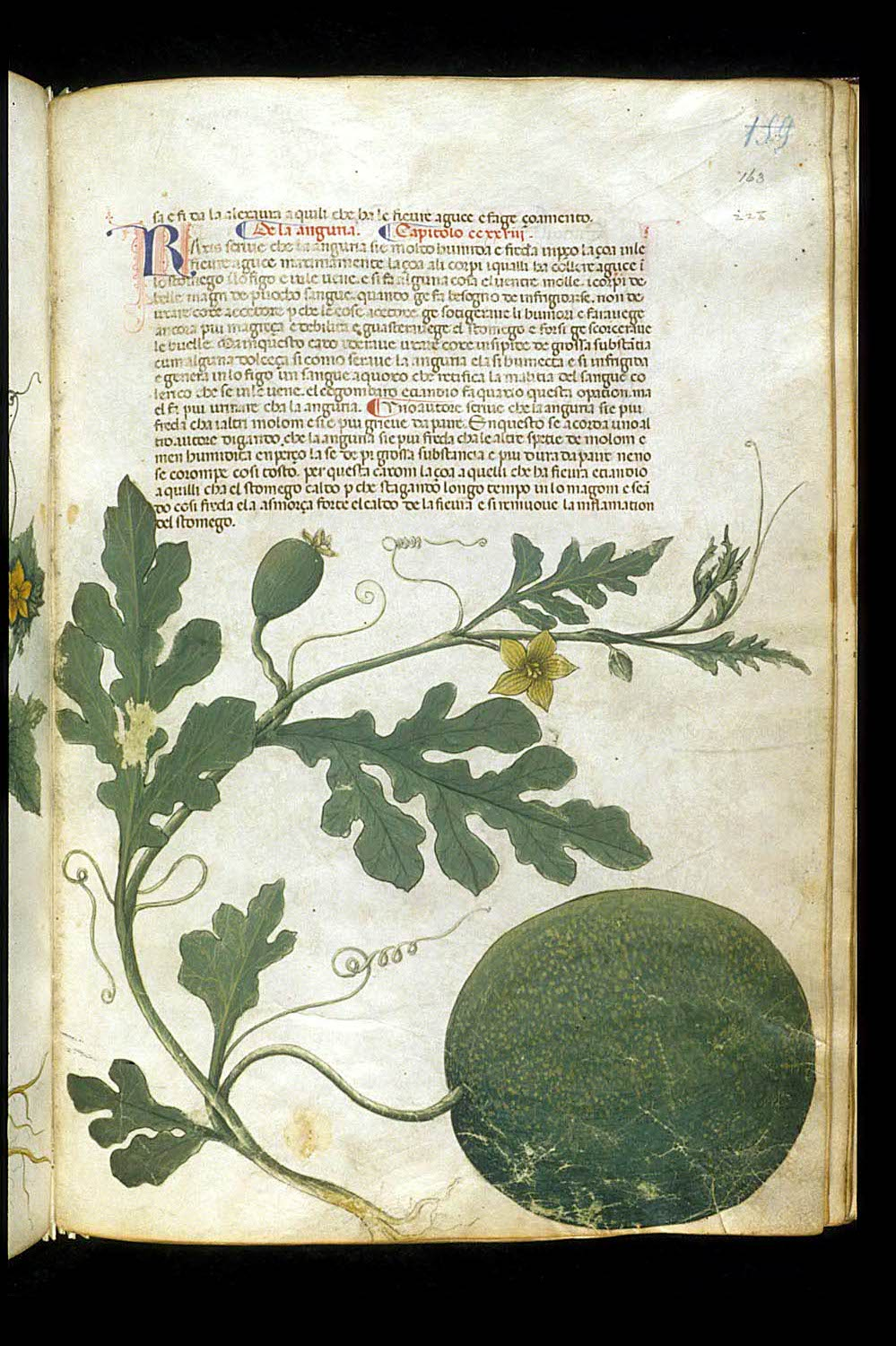

سيرابيون الصغير مؤلف كتاب علم النبات الطبي والمعنون باسم كتاب الأدوية البسيطة. يرجع تاريخ الكتاب إلى القرن الثاني عشر أو الثالث عشر. ويُطلق عليه اسم «الصغير» لتمييزه عن الكاتب الطبي سيرابيون الكبير يحيى بن سرافيون حيث يحدث خلط بينهما في كثير من الأحيان. من المرجح أن سيرابيون كتب كتابه الأدوية البسيطة باللغة العربية، لكن لم توجد أي نسخة عربية للكتاب، ولا يوجد سجل للاعتراف بالكتاب بين المؤلفين العرب في العصور الوسطى. ترجم الكتاب إلى اللاتينية في أواخر القرن الثالث عشر، وعمم على نطاق واسع في أواخر العصور الوسطى اللاتينية. وتتطابق أجزاء من النص اللاتيني للكتاب مع أجزاء من النص العربي للنسخة الباقية على قيد الحياة من كتاب الأدوية المفردة والمنسوب إلى ابن وافد (المتوفى عام 1074 أو 1067). ويعتمد النص اللاتيني للكتاب بكامله على الأدب الطبي العربي في القرون الوسطى. وهو في الأساس مجرد تجميع لهذه المؤلفات. ومن الواضح تماما أن الكتاب لم يكن مكتوبا في الأصل باللغة اللاتينية.